# Porträt der Herzogin de la Salle
Das Porträt der Herzogin de la Salle (Originaltitel: Portrait de la Duchesse de la Salle) ist eines der bekanntesten Gemälde der polnischen Malerin Tamara de Lempicka. Das Bild aus dem Jahr 1925, das sich heute in einer Privatsammlung befindet, wurde in Öl auf Leinwand gemalt und hat die Maße 161 × 96 cm.

## Beschreibung
Das Gemälde zeigt als Ganzfigur die Herzogin de la Salle, Marika de la Salle de Rochemaure, in einem Reiterkostüm. Sie steht breitbeinig auf einem Treppenabsatz, der durch einen roten Teppich belegt ist, wobei das rechte, gestreckte Bein auf dem Treppenabsatz und das linke Bein leicht erhöht auf der unteren Treppenstufe steht, wodurch es angewinkelt ist. Der linke Arm wird angewinkelt auf einem durch den Vorhang verdeckten Sockel aufgestützt während die linke Hand an dem ebenfalls abgewinkelten Arm in die Hosentasche gesteckt ist. Der Reiteranzug besteht aus einem schwarzen Gehrock mit ausladenden Rockschössen und einer schwarzen Hose, die am rechten Oberschenkel weit ausladend und am linken sehr eng geschnitten dargestellt wird. Dazu trägt die Herzogin eine streng geschnittene weiße Bluse mit einem tief geschnittenen V-Ausschnitt sowie enge und bis zu den Knien reichende, glänzend-schwarze Reitstiefel.
Der Kopf ist nach vorn geneigt und der Blick ist auf den Betrachter des Bildes gerichtet. Die Lippen sind hellrot (Karmesinrot) geschminkt, wodurch sie in dem gleichen Farbton erscheinen wie der Teppich. Auch Rouge auf den Wangen sowie ein Schönheitsfleck über der Oberlippe sind vorhanden. Die schwarz-violetten Haare sind zu einem strengen Bubikopf mit einem zentralen Scheitel geschnitten.
Der Hintergrund wird durch eine kubistische Stadtlandschaft auf der linken und einem dunklen Vorhang auf der rechten Seite eingenommen. Am linken Bildrand steht eine Säule, die die Stadt gemeinsam mit dem Vorhang einrahmt und die erhöhte Position der Dame betont. Durch die erhöhte Position und die Haltung entsteht der Eindruck der Beherrscherin der dargestellten Stadt. In der oberen rechten Ecke lugt hinter dem Vorhang ein kleines Stück blauer Himmel hervor.
Das Gemälde ist oben rechts mit T. de Lempicka signiert.

## Die Porträtierte
Die Dargestellte kam 1887 in Athen zur Welt und heiratete 1905 Herzog de la Salle de Rochemaure. Nach der Scheidung der Eheleute behielt sie den Titel einer Herzogin und konnte mit den Unterhaltszahlungen ihres ehemaligen Gatten zunächst einen aufwendigen Lebensstil führen. Sie unterstützte verschiedene zeitgenössische Künstler, zu denen neben Tamara de Lempicka auch die britische Malerin Marlow Moss gehörte. Nachdem sie in den 1930er Jahren ihr Vermögen verloren hatte, ließ sie sich zusammen mit ihrer Tochter in einem Alpendorf nieder, wo sie 1973 verstarb.
Im Jahr 1928 porträtierte Tamara de Lempicka zudem Romana de la Salle, die Tochter von Marika de la Salle, in zwei Gemälden. In dem Porträt der Romana de la Salle im Profil wird sie dabei im Kopfprofil dargestellt, während sie im Porträt der Romana de la Salle aus dem gleichen Jahr bildfüllend fast im Ganzporträt gemalt ist.

## Deutung
Das Gemälde der Herzogin de la Salle kann als Ausbruch aus der für die 1920er Jahre typischen Rollenzuweisung der Frau gedeutet werden. Die Haltung mit der bewusst „männlichen“ Körpersprache der Herzogin ist ikonografisch an die Tradition männlicher Herrscherporträts angelehnt. Der rote Teppich, der Vorhang oder die Säule am linken Bildrand unterstreichen diese Anlehnung an Vorbilder des Barock. Zugleich werden durch die ausladenden Schösse des Gehrocks die weiblichen Hüften und Schenkel der Dargestellten betont, die rechte Hand weist in Richtung des Schritts und damit des im Bildzentrum liegenden Geschlechts. Auch der Schnitt der Hose mit dem weiten rechten und dem dazu im Kontrast stehenden sehr engen linken Hosenbein betonen diese Fokussierung.
Die Herzogin verkörpert die selbstbewusste, moderne und sportliche sowie zugleich sehr androgyne Frau, die ihre sexuelle Rolle selbst bestimmt. Der strenge, helmartige Bubikopf mit dem exakt gescheitelten, schwarz-violetten Haar betont einen als „stark“ angesehenen Frauentyp, wie er ebenso von der Malerin selbst, sowie wenige Jahre später auch von Schauspielerinnen wie Marlene Dietrich aufgegriffen wurde.

## Provenienz
1928 wurde das Schlafzimmer von Tamara de Lempicka von dem Fotografen Jacques-Henri Lartigue mit zwei großformatigen Porträts, dem Dr. Pierre Boucard im Vordergrund als halbfertige Kohlezeichnung und der Herzogin de la Salle als Gemälde über dem Bett, und einem von ihr entworfenen Lackbild zweier sich umschlingender Frauenakte am Bettkopf abgelichtet.
Das Gemälde befand sich mehrere Jahre in einer französischen Privatsammlung, bevor es 1988 zunächst bei der Pariser Galerie du Luxenbourg und anschließend beim New Yorker Kunsthändler Barry Friedman angeboten wurde. Von ihm erstand der deutsche Modedesigner Wolfgang Joop 1991 das Bild und lieh es in den Folgejahren wiederholt zu Ausstellungen aus. Bei einer Versteigerung im Aktionshaus Sotheby’s am 5. Mai 2009 in New York ging das Gemälde für 4.450.500 US-Dollar an einen namentlich nicht bekannten Sammler.